# Hypolycaena andamana
Hypolycaena andamana är en fjärilsart som beskrevs av Moore 1877. Hypolycaena andamana ingår i släktet Hypolycaena och familjen juvelvingar. Inga underarter finns listade i Catalogue of Life.